# Monopis malescripta
Monopis malescripta är en fjärilsart som beskrevs av Edward Meyrick 1938. Monopis malescripta ingår i släktet Monopis och familjen äkta malar. Inga underarter finns listade i Catalogue of Life.